# Phaonia vulgata
Phaonia vulgata är en tvåvingeart som först beskrevs av Albuquerque och Matthew J. Medeiros 1980.  Phaonia vulgata ingår i släktet Phaonia och familjen husflugor. Inga underarter finns listade i Catalogue of Life.